# Ибрагимович, Санел
Санел Ибрагимович (босн. Sanel Ibrahimović; 24 ноября 1987, Тузла, Югославия) — боснийский и люксембургский футболист, нападающий.

## Биография
Родился 24 ноября 1987 года в городе Тузла. Футболом начал заниматься в возрасте 6 лет. Изначально играл в мини-футбол в клубах Хорватии и Боснии. В 2008 году переехал к своей семье в Люксембург. Там он подписал контракт с командой второй лиги «Вильц». В сезоне 2009/2010 Санел стал лучшим бомбардиром второй лиги, забив 23 гола, а клуб выиграл турнир и получил право на переход в Высшую лигу. По итогам сезона 2010/2011 игрок стал лучшим бомбардиром Высшей лиги, однако «Вильц» вновь вылетел во второй дивизион. Летом 2011 года перешёл в другой клуб чемпионата Люксембурга «РМ Хамм Бенфика». Летом 2012 года подписал контракт с клубом «Женесс Эш», в составе которого дебютировал в отборочных раундах Лиги Европы, а также стал обладателем Кубка Люксембурга. Летом 2015 года перешёл в «Ф91 Дюделанж».

## Достижения

### Командные
«Ф91 Дюделанж»
- Чемпион Люксембурга (2): 2015/16, 2016/17
- Обладатель Кубка Люксембурга (2): 2015/2016, 2016/2017

«Женесс»
- Обладатель Кубка Люксембурга (1): 2012/2013

«Вильц»
- Победитель Второй лиги Люксембурга (1): 2009/2010

### Личные
- Лучший бомбардир чемпионата Люксембурга (3): 2010/11 (18 голов), 2013/14 (22 гола), 2014/15 (21 гол)
- Лучший бомбардир Второй лиги Люксембурга (1): 2009/2010 (23 гола)
- Футболист года в Люксембурге: 2014